# Steatoda palomara
Steatoda palomara is een spinnensoort in de taxonomische indeling van de kogelspinnen (Theridiidae).
Het dier behoort tot het geslacht Steatoda. De wetenschappelijke naam van de soort werd voor het eerst geldig gepubliceerd in 1935 door Ralph Vary Chamberlin  & Wilton Ivie.